# Геном
Геном је скуп гена које садржи једна хаплоидна ћелија. Гени се налазе на хромозомској ДНК и представљају линеарни распоред нуклеотида у тој ДНК. Изражајност (експресија) гена огледа се у синтези различитих врста РНК и протеина и регулисана је прецизним механизмима који су усаглашени са физиолошким потребама ћелије. Ти механизми још увек нису довољно познати. С обзиром на то, да се знање о структури генома и његовој организацији (посебно хуманог генома) убрзано повећава уласком у 21. век, формира се и посебна научна дисциплина геномика.
У областима молекуларне биологије и генетике, геном је све генетске информације организма. Састоји се од нуклеотидних секвенци ДНК (или РНК у РНК вирусима). Нуклеарни геном укључује гене који кодирају протеине и гене који не кодирају, друге функционалне регионе генома као што су регулаторне секвенце (видети некодирајућу ДНК), и често значајан део нежељене ДНК без очигледне функције. Скоро сви еукариоти имају митохондрије и мали митохондријски геном. Алге и биљке такође садрже хлоропласте са хлоропластним геномом.

Проучавање генома се назива геномика. Геноми многих организама су секвенционирани и различити региони су означени. Људски геномски пројекат је започет у октобру 1990. године, а затим је објављена секвенца људског генома у априлу 2003. иако је почетној „готовој“ секвенци недостајало 8% генома који се састоји углавном од секвенци које се понављају.
Са напретком у технологији која би могла да се носи са секвенцирањем многих понављајућих секвенци пронађених у људској ДНК које нису у потпуности откривене оригиналном студијом Људског геномског пројекта, научници су известили о првој секвенци људског генома од краја до краја у марту 2022.

## Величина генома
Величина генома изражава се као Ц-вредност (односно C-вредност, где је C узето од међународне ознаке за цитозин) која представља број базних парова у хаплоидној гарнитури хромозома. Вршена су упоређивања величине генома са сложеношћу биолошке врсте и утврђена је корелација између величине генома вируса, бактерија и еукариота и њихове сложености:
- вируси су најпростији и имају најмањи геном,
- бактерије, као сложеније од вируса имају већи геном од њих али ипак мањи од еукариота.

Та корелације не важи при међусобном упоређивању самих еукариота. Тако многе филогенетски старије, једноставније еукариотске врсте имају далеко већи и сложенији геном него што га имају млађе, сложеније врсте, што се назива парадокс Ц-вредности.
Тако нпр. геном човека садржи 3,2 милијарде базних парова и истовремено је 200 пута мањи од генома једне паразитске амебе.
| Организам                             | Величина генома (парови база) |
| ------------------------------------- | ----------------------------- |
| Вирус, Фаг Φ-X174;                    | 5386                          |
| Вирус, фаг λ                          | 5×104                         |
| Бактерија, Escherichia coli           | 4×106                         |
| Амеба, Amoeba dubia                   | 67×10                         |
| Биљка, Fritillary assyrica            | 13×10                         |
| Квасац,Saccharomyces cerevisiae       | 2×107                         |
| Ваљкасти црв , Caenorhabditis elegans | 8×107                         |
| Инсект, Drosophila melanogaster       | 2×108                         |
| Сисар, Homo sapiens                   | 3×109                         |

Утврђено је и да величина генома (количина ДНК) далеко превазилази збир гена који шифрују (кодирају) све ћелијске протеине.
Парадокс Ц-вредности указује на чињеницу да повећање количине ДНК не значи истовремено и повећање броја гена. Већа количина ДНК од броја гена који кодирају синтезу свих протеина у ћелији значи да:
1. су неки гени заступљени:
- вишеструко у геному еукариота, односно, да се више или мање понављају па се називају поновљени низови; испитивања ових поновљених низова нуклеотида вршена су методом хибридизације ДНК;
- само у једној копији, јединствени низови нуклеотида који чине 25-50% од укупног броја гена који носе упутство за синтезу протеина

2. део генома садржи низове нуклеотида који не представљају шифру за протеине.
Биолошки значај поновљених низова ДНК и њихова функција су још увек недовољно разјашњени али је зато једна њихова врста нашла практичну примену у криминологији и судској медицини познату као генетички отисци прстију.

## Порекло појма
Термин геном креирао је 1920. године Ханс Винклер, професор ботанике на Универзитету у Хамбургу, Немачка. Вебсајт Оксфорд речници и Онлајн етимолошки речник сугеришу да је име мешавина речи ген и хромозом. Међутим, погледајте омика за детаљнију дискусију. Неколико повезаних -ом речи је већ постојало, као што су биом и ризом, формирајући речник у који се геном систематски уклапа.

## Дефиниција
Веома је тешко доћи до прецизне дефиниције „генома”. Обично се односи на молекуле ДНК (или понекад РНК) који носе генетске информације у организму, али понекад је тешко одлучити које молекуле укључити у дефиницију; на пример, бактерије обично имају један или два велика молекула ДНК (хромозома) који садрже сав есенцијални генетски материјал, али такође садрже мање екстрахромозомске молекуле плазмида који носе важне генетске информације. Дефиниција 'генома' која се обично користи у научној литератури обично је ограничена на велике хромозомске ДНК молекуле у бактеријама.
Еукариотске геноме је још теже дефинисати јер скоро све еукариотске врсте садрже нуклеарне хромозоме плус додатне молекуле ДНК у митохондријама. Поред тога, алге и биљке имају ДНК хлоропласта. Већина уџбеника прави разлику између нуклеарног генома и генома органела (митохондрија и хлоропласта), те када говоре о, рецимо, људском геному, мисле само на генетски материјал у језгру. Ово је најчешћа употреба 'генома' у научној литератури.
Већина еукариота је диплоидна, што значи да постоје две копије сваког хромозома у језгру, али 'геном' се односи на само једну копију сваког хромозома. Неки еукариоти имају карактеристичне полне хромозоме као што су X и Y хромозоми сисара тако да техничка дефиниција генома мора укључивати обе копије полних хромозома. Када се говори о стандардном референтном геному људи, на пример, он се састоји од једне копије сваког од 22 аутозома плус један X хромозом и један Y хромозом.

## Организација гена
Гени еукариота имају мозаичку грађу што значи да су између делова гена који представљају шифру за протеин, уметнути делови који не садрже шифру. Сегменти гена који садрже информацију за синтезу протеина су названи егзони, а некодирајући низови између њих су интрони. Према томе, гени еукариота имају мозаичку грађу : део гена који носи шифру испресецан је деловима који не носе шифру. 
Код прокариота интрони не постоје већ су њихови гени непрекинути низови 
кодирајућих нуклеотида. Осим тога, код њих су сви гени присутни у једној копији, а репетитивне секвенце углавном не постоје (изузимају се бактерије које имају два хромозома).

## Скочи-гени
Неки низови нуклеотида у еукариотском геному имају способност да мењају место па се називају мобилни генетички елементи или популарнији буквални превод енглеског, jumping genes, скочи-гени. 
Оваквим понашањем мобилни гени преносе низове нуклеотида са једног на друго место што доводи до:
- генских мутација
- структурних хромозомских аберација.

## Ванхромозомски гени
Осим у хромозомској ДНК смештеној у једру еукариота или нуклеоиду прокариота, гени се налазе и у:
- код прокариота у малим прстенастим молекулима ДНК названим плазмиди;
- код еукариота у ћелијским органелама:
  - митохондријама - митохондријски геном
  - хлоропластима биљне ћелије -хлоропластни геном.